# TEC-9
La Intratec TEC-9, TEC-DC9 o AB-10 es una pistola semiautomática accionada por retroceso, que emplea el cartucho 9 x 19 mm Parabellum.
Diseñada por Intratec, una sucursal estadounidense de Interdynamic AB, todos sus tres modelos son mencionados como TEC-9, aunque solamente un modelo fue vendido bajo este nombre.
La TEC-9 está hecha con piezas baratas de polímero moldeado y acero estampado de baja calidad. Están disponibles cargadores de 10, 20, 32, 50 y hasta 72 cartuchos.

## Historia
La empresa sueca Interdynamic AB de Estocolmo diseñó el subfusil Interdynamic MP-9 de 9 mm. Concebido como un subfusil barato basado en el Carl Gustaf M/45 para aplicaciones militares, Interdynamic no encontró un comprador gubernamental, por lo que fue llevado al mercado de armamento de Estados Unidos como la pistola semiautomática KG-9 que dispara a cerrojo abierto, la cual fue comprada en grandes cantidades por delincuentes y frecuentemente era modificada para disparar en modo automático.[cita requerida] Debido a esto, la BAFT obligó a Interdynamic a rediseñar el arma para que dispare a cerrojo cerrado, que era más difícil de convertir en automática. Esta variante fue llamada KG-99. Hizo frecuentes apariciones en Miami Vice, siendo legalmente modificada para disparar en modo automático por fabricantes de armas Categoría II.
La TEC-9 fue producida desde 1985 hasta 1994. Debido a su aspecto intimidante y su similitud con el Interdynamic MP-9, era el arma predilecta de las bandas cubanas y jamaicanas en Miami.[cita requerida]

## TEC-DC9
Tras la Masacre de la Escuela Cleveland, la TEC-9 entró en la lista de armas prohibidas del Estado de California. Para sobrellevar esto, Intratec rebautizó la TEC-9 como TEC-DC9 (DC: "Diseñado para California") desde 1990 hasta 1994. La diferencia externa más notoria entre la TEC-9 y la posterior TEC-DC9 es que los anillos para sujetar la correa portafusil fueron reubicados desde el lado izquierdo de la pistola, a un clip de metal estampado desmontable en la parte posterior de la pistola. La TEC-9 y DC-9 son idénticas por fuera.[cita requerida]

## Prohibición por la AWB
La TEC-9 y, finalmente, las variantes TEC-DC9 fueron listadas entre las 19 armas de fuego prohibidas por su nombre en los Estados Unidos por la ya caducada Prohibición Federal de Armas de Asalto (AWB) de 1994. Esta prohibición provocó el cese de su fabricación, y obligó a Intratec a introducir un nuevo modelo llamado AB-10, una TEC-9 Mini sin roscado en la boca del cañón y limitada a un cargador de 10 balas en lugar de uno de 20 o 32. Sin embargo, aceptaba los cargadores de gran capacidad de los modelos pre-prohibición.
El arma fue objeto de controversia después de su uso en los Tiroteos de Calle California 101 y posteriormente en la Masacre de la Escuela Secundaria de Columbine. El arma fue prohibida por su nombre en la Prohibición Federal de Armas de Asalto de 1994. El Estado de California enmendó su Ley Roberti-Roos de Control de Armas de Asalto (AWCA) de 1989 a fines de 1999, entrando en vigencia a partir de enero de 2000, para prohibir las armas de fuego con características tales como cubiertas de cañón.
En 2001, la Corte Suprema de California dictaminó que Intratec no era responsable de los atentados en la Calle California de 1993. En ese mismo año, la empresa salió del negocio y la producción del modelo AB-10 cesó.
A pesar de que todavía puede encontrarse en el mercado de armas de segunda mano, la TEC-9 y sus variantes similares fueron prohibidas, frecuentemente por su nombre, en varios estados de Estados Unidos, incluyendo a California, Nueva York, Nueva Jersey y Maryland.

## Videojuegos
La TEC-9 aparece en el videojuego Counter-Strike: Global Offensive. También aparece como subfusil compacto en algunos videojuegos populares como Grand Theft Auto: Vice City, Grand Theft Auto: San Andreas, Grand Theft Auto V, Far Cry, Battlefield Hardline, Payday 2, y algunos videojuegos en línea como Zula, Warface o Combat Arms. Apareció durante muy poco tiempo en Fortnite: Battle Royale, pero se eliminó posteriormente. También aparece en Bullet Force y en Call of Duty: Black Ops Cold War.